# ISS-Expedition 29
ISS-Expedition 29 ist die Missionsbezeichnung für die 29. Langzeitbesatzung der Internationalen Raumstation (ISS). Die Mission begann mit dem Abkoppeln des Raumschiffs Sojus TMA-21 von der ISS am 16. September 2011 um 0:38 UTC. Das Ende wurde durch das Abkoppeln von Sojus TMA-02M am 21. November 2011 23:00 UTC markiert.

## Mannschaft
- Michael Edward Fossum (3. Raumflug), Kommandant (USA/NASA) (Sojus TMA-02M)
- Satoshi Furukawa (1. Raumflug), Bordingenieur (Japan/JAXA) (Sojus TMA-02M)
- Sergei Alexandrowitsch Wolkow (2. Raumflug), Bordingenieur (Russland/Roskosmos) (Sojus TMA-02M)

Zusätzlich ab 16. November 2011:
- Anton Nikolajewitsch Schkaplerow (1. Raumflug), Bordingenieur (Russland/Roskosmos) (Sojus TMA-22)
- Anatoli Alexejewitsch Iwanischin[2] (1. Raumflug), Bordingenieur (Russland/Roskosmos) (Sojus TMA-22)
- Daniel Christopher Burbank (3. Raumflug), Bordingenieur (USA/NASA) (Sojus TMA-22)

### Ersatzmannschaft
Seit Expedition 20 wird wegen des permanenten Trainings für die Besatzungen keine offizielle Ersatzmannschaft mehr bekanntgegeben. Inoffiziell gelten die Backup-Crews der beiden Sojus-Zubringerraumschiffe TMA-02M und TMA-22 (siehe dort) als Ersatzmannschaft der Expedition 29. In der Regel kommen diese Crews dann jeweils zwei Missionen später selbst zum Einsatz.

## Missionsverlauf
Ursprünglich sollte der zweite Teil der Mannschaft am 22. September 2011 mit Sojus TMA-22 starten. Nach der Fehlzündung der dritten Stufe der Sojus-U-Rakete von Progress M-12M am 24. August wurde die Mission in den November verschoben, um zuerst die Ursache des Fehlstarts ermitteln zu können. Der Start erfolgte schließlich am 14. November, das Raumschiff dockte am 16. November an der Raumstation an.
Fossum, Furukawa und Wolkow blieb nur eine knappe Woche, die ISS an ihre Kollegen Burbank, Schkaplerow und Iwanischin zu übergeben, da die Landung von Sojus TMA-02M aufgrund widriger Wetter- und Tageslichtbedingungen am Landeplatz in Kasachstan nicht nach dem 22. November erfolgen konnte. Um die Übergabe zu unterstützen, fertigte die Crew von Sojus TMA-02M eine Serie von Videos an, die der Crew von Sojus TMA-22 den damaligen Zustand der ISS erklärte.